# Стирлингов мотор
Стирлингов мотор је врста топлотног мотора који ради са цикличном компресијом и експанзијом ваздуха или другог гаса на разним температурама, тако да долази до претварања топлоте у механички рад.
Мотор спада у врсту мотора са спољним сагоревањем, пошто се гориво које производи топлоту не налази унутар мотора, као код обичних мотора са унутрашњим сагоријевањем. У томе је сличан парној машини, али не користи пару за радни медијум већ гас, обично ваздух. Радни гас је стално затворен у мотору и није предвиђена његова размјена са околином. Као у свим топлотним моторима, циклус се састоји од компресије хладног гаса, загријавања гаса, експанзије гаса, и на крају хлађења гаса прије понављања циклуса.
Оригинално замишљен 1816. као мотор за индустрију и такмац парне машине, углавном је кориштен за мање снаге и у мањој мјери од парне машине. Стирлингов мотор се одликује високим степеном искоришћења, тихим радом, и могућношћу кориштења најразличитијих облика топлоте за рад. Погодност за употребу са алтернативним и обновљивим изворима енергије постаје све значајнија с обзиром на исцрпљивање фосилних горива, и очување природне околине. Овај мотор стога поново побуђује занимање као главна компонента комбинованих постројења за производњу струје и топлоте, и у тој улози је ефикаснији и сигурнији при раду него парне машине сличне снаге.

## Име и дефиниција
Роберт Стирлинг је био изумитељ првог практичног мотора на врући ваздух 1816. Разни типови мотора на врући ваздух су даље најчешће називани именима својих дизајнера. Током 1940-их година фирма Филипс је тражила погодно име за своју верзију ваздушног мотора, и на крају се одлучила за назив Стирлингов мотор 1945. године.
Међутим, термини ваздушни мотор и Стирлингов мотор су настављени да се користе упоредно. Ситуација је сада понешто јаснија, нарочито у академској литератури. Данас се сматра да се термин Стирлингов мотор треба односити искључиво на регенеративни топлотни мотор са затвореним циклусом са сталним гасовитим радним флуидом.
Мотор који ради на истом принципу али користи течност умјесто гаса је патентиран 1931. под именом Малонеов топлотни мотор.

## Функција и дијелови
Мотор је направљен тако да се радни гас компресира у хладом дијелу мотора и експандира у врућем дијелу мотора. Ово доводи до претварања топлоте у механичку енергију (рад). Унутрашњи регенеративни измјењивач топлоте повећава термалну ефикасност Стирлинговог мотора у поређењу са једноставнијим моторима на врући ваздух који немају овај додатак.
Стирлингов мотор има бар један извор топлоте и један хладњак (примач топлоте), и до пет измјењивача топлоте. Број измјењивача топлоте је минимално два, по један за врући и хладни простор.

#### Извор топлоте
Извор топлоте може бити изгарање фосилног горива, а пошто је процес изгарања изван мотора, Стирлингов мотор може радити на горива која су неподесна за моторе са унутрашњим сагоријевањем, као што је нерафинисани земни гас, дрво, угаљ итд.
Најзначајније је то што може да ради са обновљивим изворима енергије као што су соларна енергија, геотермална енергија, нуклеарна енергија, вишак топлотне енергије од других индустријских процеса итд. Соларна енергија се концентрише параболичним или помичним равним огледалима на врући дио мотора. Соларни Стирлинг мотори постају све популарнији због тога што су потпуно чисте опције за производњу електричне енергије.

#### Гријач (грејач)
У малим моторима ово су зидови врућег цилиндра. За веће инсталације потребно је имати одговарајуће измјењиваче топлоте за ефикасни пренос топлоте у врући цилиндар.

#### Регенератор (регенеративни измјењивач топлоте)
У Стирлинговом мотору, регенератор је унутрашњи измјењивач топлоте и привремено спремиште топлотне енергије смјештен између хладног и врућег простора мотора. Кроз њега протиче радни гас прво у једном па у другом смјеру. Његова функција је да задржи топлоту која би иначе била изгубљена у околину. и с тиме се омогућава да се термална ефикасност мотора приближи највећој ефикасности могућој за Карноов циклус.
Примарни ефект регенерације топлоте у Стирлинговом мотору је велико повећање термичке ефикасности са поновним кориштењем (рециклажом) унутрашње топлоте која би иначе била неповратно изгубљена. Уз то, повећана ефикасност даје већу снагу за исту величину мотора и измјењивача топлоте.
Регенератор ради као нека врста термичког кондензатора. Идеално, има што виши термални капацитет, што нижу термалну кондуктивност у смјеру проласка гаса, и што већу у смјеру окомитом на пролазак гаса. Уз то има минималну запремину, и пружа минимално трење за пролаз гаса. Што се ближе прилази овом идеалу, повећава се ефикасност мотора.
Циљ дизајна регенератора треба да буде да омогући довољан топлотни капацитет и капацитет преноса топлоте, а у исто вријеме да смањи што је више могуће унутрашњу запремину и отпор току гаса. Ови конфликтни захтјеви су једни од фактора који утичу на границу степена искоришћења практичног Стирлинговог мотора. Типични дизајн користи слојеве фине металне мрежице са ниском порозношћу да смањи запремину. Осе мрежице су окомите на смјер тока гаса да се смањи проводност у том смјеру и да се повећа пренос топлоте конвекцијом.
Регенератор, чији је изумитељ Роберт Стирлинг, је главна компонента која одваја Стирлингов мотор од обичних мотора на врући ваздух са затвореним циклусом. Ипак, понекад се и мотори без регенератора класификују као Стирлингови мотори. Ово је зато што ће у бета и гама конфигурацијама са клипом за помјерање ваздуха, површине клипа помјерача и цилиндра периодично размјењивати топлоту са радним гасом, тиме обезбјеђујући регенеративни ефект. Исту улогу има и пролаз који спаја врући и хладни цилиндар у алфа конфигурацији Стирлинговог мотора.

#### Хладњак
У малим моторима ово могу бити зидови хладног цилиндра код алфа конфигурације, или хладног простора код бета конфигурације. За веће снаге потребан је хладњак за одвођење топлоте, који може да користи воду за хлађење.

#### Примач топлоте (околина)
Примач топлоте је обично околина. За јаче снаге потребан је радијатор за пренос топлоте у околину. Бродски Стирлинг мотори могу користити воду за хлађење. У комбинованим системима за производњу топлоте за гријање и струје, вода за хлађење се и сама загријава одвођењем топлоте са хладњака, па се може даље употријебити за гријање објеката у систему топловода.
Занимљива опција је и да се врући цилиндар може држати на температури амбијента, а хладни се држати на нижој температури. Мотор ће и даље радити, све док постоји одређена разлика у температури цилиндара.

## Подјела
Стирлингови мотори се по конструкцији могу подијелити на три основна типа: алфа, бета и гама.

### Алфа Стирлинг
Алфа Стирлинг има два цилиндра и два клипа, један цилиндар је врућ (доводи му се топлота) а други хладан (хлади се). Они заједно дјелују на замајац, с тим што су акције клипова у цилиндрима помјерене за 90 степени.
- Почетак експанзије гаса у врућем цилиндру. Клип преноси ову акцију на замајац. У исто вријеме, долази до почетка компресије гаса у хладном цилиндру.
- Наставак експанзије у врућем цилиндру. Максимална компресија гаса у хладном цилиндру, што помаже раду клипа у врућем цилиндру, повећавајући притисак у читавом систему. Гас сада има најмању запремину и највиши притисак.
- Максимална експанзија у врућем цилиндру. Експанзија је већ узнапредовала у хладном цилиндру, и притисак гаса у систему пада а запремина расте.
- Компресија је почела у врућем цилиндру и ваздух је потиснут у хладни, а максимална експанзија је истовремено достигнута у хладном цилиндру. Ово доводи до пада температуре и притиска и повећања запремине гаса. Тачка највеће запремине гаса у систему је достигнута.

Циклус рада је овдје описан у четири фазе циклуса:
1. Почетак експанзије гаса у врућем цилиндру. Клип преноси ову акцију на замајац. У исто вријеме, долази до почетка компресије гаса у хладном цилиндру.
2. Наставак експанзије у врућем цилиндру. Максимална компресија гаса у хладном цилиндру, што помаже раду клипа у врућем цилиндру, повећавајући притисак у читавом систему. Гас сада има најмању запремину и највиши притисак.
3. Максимална експанзија у врућем цилиндру. Експанзија је већ узнапредовала у хладном цилиндру, и притисак гаса у систему пада а запремина расте.
4. Компресија је почела у врућем цилиндру и ваздух је потиснут у хладни, а максимална експанзија је истовремено достигнута у хладном цилиндру. Ово доводи до пада температуре и притиска и повећања запремине гаса. Тачка највеће запремине гаса у систему је достигнута.

### Бета Стирлинг
Бета Стирлинг има један цилиндар и један радни клип. Постоји и додатни клип за помјерање гаса, и он је намјерно направљен тако да постоји простор између крајева тога клипа и зидова цилиндра. Његова намјена је само да помјера гас од вруће стране цилиндра до хладне и обрнуто.
Када је радни гас гурнут на врући крај цилиндра шири се и гура радни клип. Кад је радни гас гурнут на хладни крај цилиндра скупља се и инерција машине, помогнута замајцем, гура радни клип на другу страну да изврши компресију гаса.

### Гама Стирлинг
Гама Стирлинг је модификовани бета Стирлинг у којему је радни клип постављен у посебан цилиндар поред цилиндра у којем се налази помјерачки клип. Оба клипа су повезана на исти замајац. Гас може да тече између оба цилиндра и остаје неподијељен. Ова конфигурација даје нижу компресију гаса али је механички једноставнија за израду и погоднија за више-цилиндричне Стирлинг моторе.